# 山岡耕春
山岡 耕春（やまおか こうしゅん、1958年9月30日 - ）は、日本の地震学・火山学者。専門は固体地球惑星物理学。地震や地震予知の専門家として著名。東京大学地震研究所教授などを経て、名古屋大学大学院環境学研究科長・教授。地震予知連絡会会長。元日本地震学会会長。　内閣総理大臣表彰受賞。

## 人物
1958年静岡県生まれ。岐阜県立大垣東高等学校を経て、1981年に名古屋大学理学部地球科学科卒業。1986年に名古屋大学大学院理学研究科博士課程（地球科学専攻）修了、理学博士。「Spherical shell tectonics : on the buckling of the lithosphere at subduction zones(球殻テクトニクス : リソスフェアの沈み込みにおける座屈現象について)」。その後、東京大学地震研究所助手（伊豆大島火山観測所）などを経て、1989年井上学術奨励賞受賞。1990年名古屋大学理学部地震火山観測地域センター助教授。2002年東京大学地震研究所地震予知研究推進センター客員助教授。2004年東京大学地震研究所教授。2005年原子力安全委員会核燃料安全専門審査会審査委員。2007年名古屋大学環境学研究科地震火山・防災研究センター教授、原子力安全委員会耐震安全性評価特別委員会委員、火山噴火予知連絡会委員。2008年名古屋大学大学院環境学研究科附属地震火山研究センターセンター長、愛知県防災会議委員。2009年国土交通省社会資本整備審議会臨時委員、国土交通省交通政策審議会臨時委員。2011年内閣府南海トラフ巨大地震モデル検討会委員。2013年文部科学省科学技術・学術審議会測地学分科会臨時委員。2014年中央防災会議火山防災対策推進ワーキンググループ副座長、岐阜県火山防災対策検討会議座長、御嶽山噴火非常災害対策本部会議学識経験者、日本学術会議連携会員、日本地震学会論文賞受賞。2015年岐阜県防災会議専門会員、長野県防災会議専門委員。2016年名古屋大学大学院環境学研究科附属地震火山研究センター所長、防災教育推進協会代表理事。2016年から2020年まで日本地震学会会長。2017年名古屋大学大学院環境学研究科副研究科長。2018年気象庁南海トラフ沿いの地震に関する評価検討会委員。2019年より地震予知連絡会会長。2020年原子力規制委員会原子炉安全審査会・核燃料安全審査会審査委員、日本地震学会監事。2021年名古屋大学大学院環境学研究科研究科長、防災功労者内閣総理大臣表彰受賞。2024年原子力規制委員会委員。

## 主な著書・論文
- 球殻テクトニクス : リソスフェアの沈み込みにおける座屈現象について 博士学位論文

### 単著
- 『Q&A日本は沈む？ー地震・火山と防災ー』（理工図書、2004年）ISBN 978-4844607250
- 山岡耕春、「日本における地震予知研究の戦略」『精密工学会誌』 2005年 71巻 11号 p.1325-1329, doi:10.2493/jjspe.71.1325
- 『「南海トラフ巨大地震」予測の現状 (特集 防災・減災の取り組み)』 人と国土21 39(3), 16-20, 2013-09, NAID 40019809817
- 『地震先行電離圏変動検証ミッションへの地震予知研究からの期待』 宇宙科学技術連合講演会講演集 57, 3p, 2013-10-09, NAID 40020223738
- 『南海トラフ地震』（岩波新書、2016年）ISBN 978-4004315872

### 共著
- 及川純・藤田英輔・今西祐一・山岡耕春ほか、「E18 草津白根山で観測された単色地震」 日本火山学会講演予稿集 1994(2), 52, 1994-10-20, doi:10.18940/vsj.1994.2.0_52
- (共同執筆) 『地震・津波と火山の事典』（丸善、2008年）監修：東京大学地震研究所 編：藤井敏嗣・纐纈一起 ISBN 978-4-621-07923-2
- 『地震予知の科学』 日本地震学会地震予知検討委員会 編（東京大学出版会、2007年） ISBN 978-4-13-063706-0
- 雑賀敦・平松良浩・大井田徹・山岡耕春：東海地域における地殻の異方性の空間的,時間的変化 東京大学地震研究所彙報. 第76冊第1号, 2001.7.25, pp. 75-86
- 山岡耕春・中禮正明・安藤雅孝、「日向灘の地震に先立つ九州内陸の地震」『地学雑誌』 2002年 111巻 2号 p.185-191, doi:10.5026/jgeography.111.2_185
- 河村将・工藤健・山岡耕春・古本宗充、「統計的アプローチによる地殻活動解明 －(II)各種地殻活動情報と大規模内陸地震発生との総合相関評価システム構築－」『地震 第2輯』 2011年 63巻 3号 p.123-137, doi:10.4294/zisin.63.123
- 前田裕太・寺川寿子・加藤愛太郎ほか、「2014年御嶽山噴火に伴う地震活動および地震波の解析結果序報(緊急学術セッション(ポスター))」 日本火山学会講演予稿集 2014, U25, 2014-11-02, doi:10.18940/vsj.2014.0_U25
- 河村将・工藤健・山岡耕春、「各種地殻活動と大規模内陸地震発生との総合相関評価システムの構築」『中部大学工学部紀要』 46巻 p.55-58, 2011-02、中部大学工学部